# Johann Fabri
Johann Fabri o Faber (Leutkirch im Allgäu, 1478-Baden bei Wien, 21 de mayo de 1541) fue un humanista y teólogo alemán, obispo de Viena de 1530 a 1541, a quien se dio el sobrenombre de Malleus hæreticorum (Martillo de los herejes) por el título de una de sus obras contra Martín Lutero.

## Biografía
Tras algunos años de itinerancia entre diversas universidades completó sus estudios en Tubinga y Friburgo, doctorándose en 1511 en ambos derechos (civil y canónico). Ocupó posteriormente los curatos de Lindau y Leutkirch, donde no pudo contener el avance de la Reforma. En 1517 el obispo de Constanza le nombró vicario general de la diócesis. En 1523 el futuro emperador Fernando I le hizo su consejero y en 1529 le encomendó viajar en misión diplomática a Inglaterra para obtener el apoyo de Enrique VIII en su lucha contra los turcos. Como miembro del consejo de Fernando participó en algunos de los debates celebrados en la corte en torno a la cuestión de la Reforma, en los que apoyó la convocatoria de un concilio nacional, aunque sus diferencias con luteranos y anabaptistas se hicieron progresivamente más profundas, endureciendo su postura contra ellos especialmente a partir de 1526. Obispo de Viena en 1530, en 1539 fundó el Collegium trilingüe de San Nicolás y nombró coadjutor a Friedrich Nausea, que a su muerte le sucedería en el obispado. 
Ferviente defensor de la unidad de la cristiandad, dedicó numerosos escritos y sermones cargados de citas de las Sagradas Escrituras a polemizar con Lutero y Zuinglio sin perder cierto grado de amistad con Erasmo de Róterdam a quien, ya obispo de Viena, escribía, poniendo a Dios Óptimo Máximo por testigo, que nunca había dejado de guardar el recuerdo de su amistad y celebrar sus «magníficas empresas», al tiempo que le informaba de la llegada a la corte vienesa de embajadores turcos con propósitos de paz.

## Obras
- Ioannis Fabri, episcopi Constaniensis in spiritualibus vicarii Opus adversus nova quaedam et a christiana religione prorsus aliena dogmata Martini Lutheri. Leipzig, 1523. Reeditado en Colonia en 1524 con el título Malleus in haeresim Lutheranam.
- Sermones aliquot salubres Doctoris Joannis Fabri adversus nepharios et impios Anabaptistas habiti, apud Morauos, Viena, 1528.
- Antilogiarum M. Lutheri Babylonia, ex eiusdem libris, per Reuerendum Patrem et dominum D. Iohannem Fabri, Ep[iscopu]m Vuienneñ a Conciliis Secretis Serenissimi Regis Vngariæ & Bohemiæ, &c. excerpta, Colonia, 1530.
- D. Iohannis Fabri, Episcopi Viennensis, Sermones fructuosissimi, cunctis Ecclesiæ catholicæ defensoribus, ac doctrinæ euangelicæ professoribus, summo pere necessarii, Colonia, 1537.
- Confvtatio Gravissimi Erroris asserentis in Sacramento altaris post consecrationem non esse totum & integrum Christvm, Sed sub specie panis non esse nisi corpus tantum, Et sub specie uini non esse nisi sanguinem tantum, Leipzig, 1537 y Colonia, 1539.